# Mirrorcle World
Mirrorcle World è il quarantaquattresimo singolo pubblicato dalla cantante giapponese Ayumi Hamasaki, estratto dall'album Guilty
Il nome rimanda direttamente alla parola mirror, titolo di una canzone del nono studio album della Hamasaki. Il singolo perciò viene proposto come una versione estesa della canzone Mirror. La pubblicazione del singolo è stata stabilita per la data 8 aprile, 2008, esattamente 10 anni dopo l'uscita del singolo di debutto della Hamasaki, Poker Face. Al singolo sono inoltre associati i brani YOU e Depend on You, entrambi realizzati nel 1998 e disponibili in due versioni distinte del singolo.

## Copertine
Le cover saranno pubblicate dalla Avex Trax in un'"edizione speciale limitata", disponibili nelle versioni CD, CD+DVD, CD+DVD+POSTER.

## Video Musicale

### Video Originale

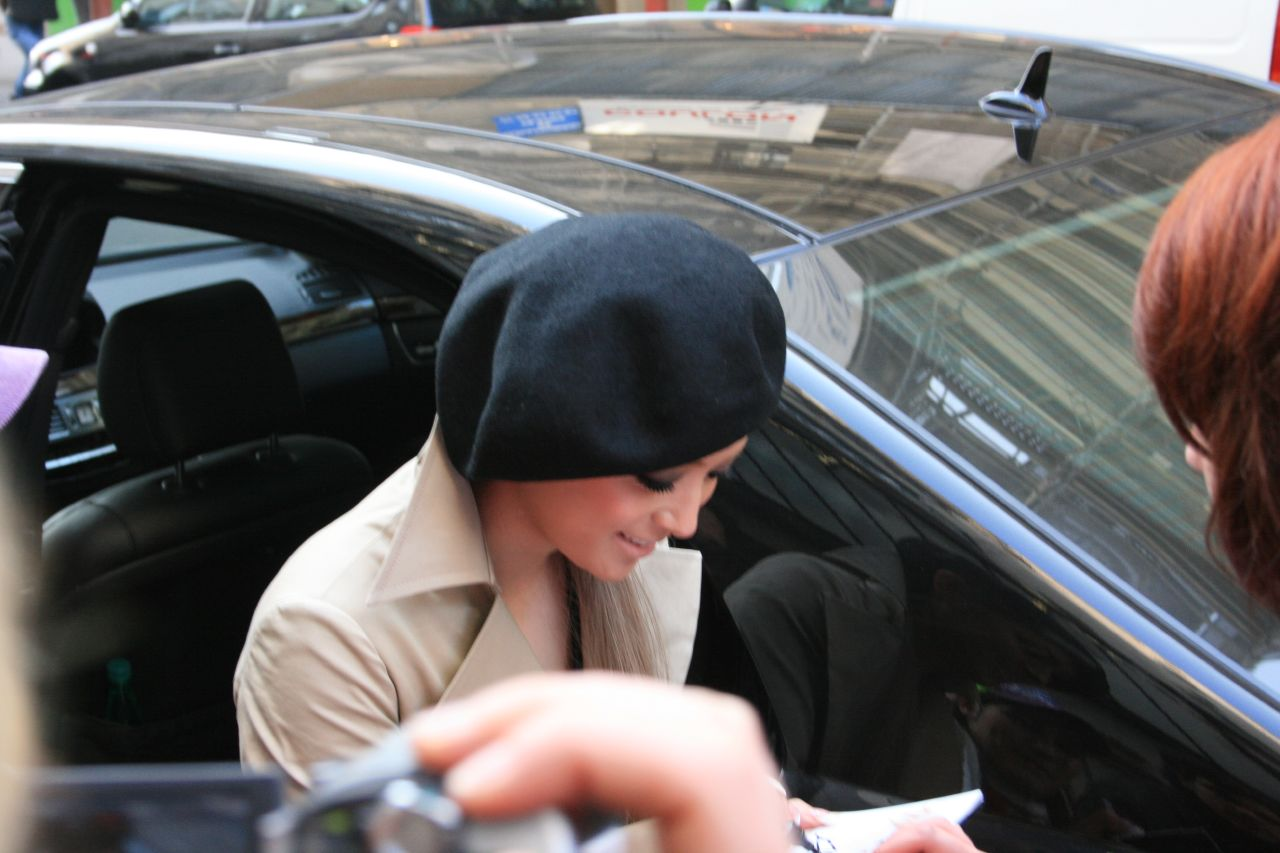
Ayumi Hamasaki a Parigi sul set del video di Mirrorcle World

Il video fu realizzato nella città di Parigi, dove la cantante fu calorosamente accolta dai fan della città stessa. Il video è realizzato in tre luoghi principali: una stanza d'albergo, una strada Parigina, un ponte dal quale si vede la Torre Eiffel.

### Video Promozionale
Il 9 gennaio varie voci rivelarono il nuovo impegno della Hamasaki:si vociferava che quest'ultima sarebbe infatti partita per Venezia per la realizzazione di una pubblicità. Successivamente le voci furono confermate e la cantante girò uno spot promozionale per la Lumix FX35,per la Panasonic. Il 22 febbraio fu mandata in onda la pubblicità, che presenta in sottofondo la canzone Mirrorcle World.

## Tracce
Edizione con YOU
1. Mirrorcle World (Ayumi Hamasaki, Yuta Nakano)
2. Life (Ayumi Hamasaki, Yukumi Tetsuya)
3. You (10th Anniversary Version) - (Ayumi Hamasaki, Hoshino Yasuhiko)
4. Mirrorcle World (Instrumental) (5:16)
5. Life (Instrumental) (3:49)
6. You (10th Anniversary Version -Instrumental) (4:43)

Edizione con Depend on You
1. Mirrorcle World (Ayumi Hamasaki, Yuta Nakano)
2. Life (Ayumi Hamasaki, Yukumi Tetsuya)
3. Depend on You (10th Anniversary Version) - (Ayumi Hamasaki, Kikuchi Kazuhito)
4. Mirrorcle World (Instrumental) (5:16)
5. Life (Instrumental) (3:49)
6. Depend on You (10th Anniversary Version -Instrumental) (4:38)

## Classifiche
| Classifica                 | Miglior posizione |
| -------------------------- | ----------------- |
| Billboard Japan Hot 100    | 2                 |
| MTV Japanese Chart Express | 3                 |
| Oricon Singles Chart       | 1                 |
| Tokio Hot 100              | 35                |
| World Top 40 Singles       | 22                |

### Classifiche Vendite Digitali
| Classifica                               | Miglior posizione |
| ---------------------------------------- | ----------------- |
| Dwango Truetone Ringtones (Chaku Uta)    | 2                 |
| Dwango Polyphonic Ringtones (Chaku Mero) | 4                 |
| iTunes Japan Top Songs                   | 3                 |
| Mu-mo Song Download Chart                | 1                 |
| Recochoku Chaku-Uta                      | 2                 |
| Recochoku Chaku-Uta Melody               | 8                 |
| Recochoku Chaku-Uta All                  | 3                 |
| USEN                                     | 1                 |